# Хок-Крик (тауншип, Миннесота)
Хок-Крик (англ. Hawk Creek) — тауншип в округе Ренвилл, Миннесота, США. На 2000 год его население составило 227 человек.

## География
По данным Бюро переписи населения США площадь тауншипа составляет 79,2 км², из которых 79,0 км² занимает суша, а 0,2 км² — вода (0,20 %).

## Демография
По данным переписи населения 2000 года здесь находились 227 человек, 83 домохозяйства и 67 семей.  Плотность населения —  2,9 чел./км².  На территории тауншипа расположено 99 построек со средней плотностью 1,3 построек на один квадратный километр. Расовый состав населения: 94,71 % белых, 0,44 % афроамериканцев, 1,76 % коренных американцев, 0,44 % азиатов, 0,44 % — других рас США и 2,20 % приходится на две или более других рас. Испанцы или латиноамериканцы любой расы составляли 1,32 % от популяции тауншипа.
Из 83 домохозяйств в 32,5 % воспитывались дети до 18 лет, в 73,5 % проживали супружеские пары, в 6,0 % проживали незамужние женщины и в 18,1 % домохозяйств проживали несемейные люди. 18,1 % домохозяйств состояли из одного человека, при том 2,4 % из — одиноких пожилых людей старше 65 лет. Средний размер домохозяйства — 2,73, а семьи — 3,07 человека.
26,0 % населения — младше 18 лет, 6,6 % — в возрасте от 18 до 24 лет, 22,9 % — от 25 до 44, 30,4 % — от 45 до 64, и 14,1 % — старше 65 лет. Средний возраст — 42 года. На каждые 100 женщин приходилось 127,0 мужчин.  На каждые 100 женщин старше 18 приходилось 127,0 мужчин.
Средний годовой доход домохозяйства составлял 49 250 долларов, а средний годовой доход семьи —  56 563 доллара. Средний доход мужчин —  30 833  доллара, в то время как у женщин — 30 625. Доход на душу населения составил 18 256 долларов. За чертой бедности находились 3,6 % семей и 6,7 % всего населения тауншипа, из которых 10,4 % младше 18 лет.